# Казки Емми Андієвської
«Казки Емми Андієвської» — збірка авторських казок-притч Емми Андієвської. Одна із них включена до програми з вивчення української літератури в школі. Казки вийшли разом у 2000 р. у видавництві «Зерна». Частину їх видало видавництво «Піраміда», а також вони увійшли до книжки «Джалапіта», що вийшла 2006 року у львівському видавництві «Піраміда».

## Структура оповідань
Збірка казок містить вісімнадцять оповідань. Перед самими казками, між ними та після них відбувається розмова між шакалом та консервною бляшанкою. Ці двоє зустрівшись ввечері домовляються розповідати один одному казки. При цьому шакал розповідає казки із сумним закінченням, а бляшанка — із щасливим кінцем. Кожну розказану казку обоє коментують та інтерпретують її мораль по-своєму.
Як і в багатьох інших творах Андієвської, у казках відбувається олюднення речей. Шакал та бляшанка обговорюють власне уподібнення до людей. Персонажі казок, такі як блискавка, море та живі істоти також наділені людськими якостями.
Ознаки казки Емми Андієвської: фантастичність, зв'язок описаних подій із реаліями, позиція автора щодо добра і зла, висвітлення актуальних проблем.

## Список казок у збірці
- Говорюща риба
- Казка про Галайла
- Казка про двох пальців
- Казка про упиреня, що живилося людською волею
- Казка про слимака
- Казка про рінину, подарунок моря
- Казка про гуску, яку змушували нести прості яйця замість золотих
- Казка про гадюку й орла, або невдячного приятеля
- Казка про бика й метелика
- Казка про дракона, шевця, що не вмів дарувати заподіяної йому шкоди, та інших
- Казка про блискавку
- Казка про пихатість
- Казка про те, як заєць збирав податки з капусти
- Казка про чоловіка, який заступав Усевишнього
- Казка про чоловіка, який мав сумніви
- Казка про кулі зла
- Казка про яян
- Казка про мандрівника
- Казка про  двох пальців